# Maidenwater Canyon
Der Maidenwater Canyon ist ein 6,5 Kilometer langer Slot Canyon im US-Bundesstaat Utah in der Nähe des Lake Powells. Er entwässert die östlichen Hänge des Mount Pennell und des Mount Hillers in den südlichen Henry Mountains und mündet in den Trachyte Creek.
Der Canyon teilt sich im oberen Teil in zwei Hauptstränge, welche sich tief in den Navajo-Sandstein eingegraben haben. Einige enge und steile Passagen können nur mit Seilen vollständig erkundet werden. Er gilt als der schönste der vielen Seitencanyons des Trachyte Creek.